# Jimmy Vérove
Jimmy Vérove (* 24. September 1970 in Gravelines) ist ein ehemaliger französischer Basketballspieler.

## Laufbahn
Vérove, Sohn des Basketballspielers Yves-Marie Vérove, gab in der Saison 1988/89 seinen Erstligaeinstand bei CSP Limoges. 1989 und 1990 gewann er mit CSP die französische Meisterschaft, 1990 wechselte er für ein Jahr zu ASVEL Lyon-Villeurbanne, 1991/92 stand der 1,98 Meter große Flügelspieler in Mülhausen unter Vertrag. Dort war er Mannschaftskollege des US-Amerikaners Joe Bryant, der ihn oft bat, mit seinem Sohn Kobe Bryant Wurftraining zu machen und ihn danach zu seinen Eltern zurückzubringen. Vérove wohnte drei Monate im selben Hotel wie Familie Bryant. Als Kobe Bryant der Sprung in die NBA gelang, sei ihm beim Blick in die Zeitung schlagartig bewusst geworden, dass es sich dabei um den Spieler handelte, mit dem er in dessen Jugendzeit in Mülhausen trainiert habe, so Vérove später.
Vérove kehrte 1992 nach Limoges zurück. Aufgrund einer Bakterieninfektion lag er 15 Tage im Koma, er kehrte aber noch im Laufe der Saison 1992/93 auf das Spielfeld zurück, wurde mit Limoges 1993 französischer Meister und Europapokalsieger der Landesmeister. In letzterem Wettbewerb wurde Vérove von Trainer Božidar Maljković im Endspiel gegen Benetton Treviso in die Anfangsaufstellung beordert, er erzielte drei Punkte in 20 Einsatzminuten. In der französischen Liga erzielte Vérove in derselben Saison 5,6 Punkte je Begegnung.
1994 wurde er mit Limoges abermals französischer Meister. 1995 erreichte man das Halbfinale im Europapokal der Landesmeister, diesmal schied man gegen Real Madrid aus, Vérove erzielte gegen die Spanier zwei Punkte. Er wechselte 1995 nach Lyon, dort verbuchte der Flügelspieler in der Saison 1995/96 die besten statistischen Werte seiner Zeit in der ersten französischen Liga, nämlich 12,3 Punkte, 2,8 Rebounds und 2,8 Vorlagen je Begegnung.
1996/97 spielte er bei JDA Dijon, in den kommenden Jahren dann in Brest, Gravelines, Besançon und wieder Brest. Vérove wurde in der Saison 1997/98 als bester Spieler der zweiten französischen Liga ausgezeichnet, 2005 gewann er mit Brest die Zweitligameisterschaft. Im selben Jahr wurde er bei einem Motorradunfall schwer verletzt und lag im Koma. Er setzte seine Spielerkarriere danach fort. In der ersten Liga kam er zu insgesamt 334 Einsätzen und 2420 Punkten. Er bestritt zwölf Länderspiele für Frankreich. Seine Spielerkarriere beendete er im Alter von 47 Jahren.
Vérove schlug 2017 eine Trainerlaufbahn ein, betreute 2017/18 die Damen des Vereins Cavigal Nice Basket 06, im Februar 2018 wurde er Assistenztrainer beim Herren-Erstligisten Pau-Lacq-Orthez.